# Humeur dépressive
Ne doit pas être confondu avec Déprime.
 (août 2013).

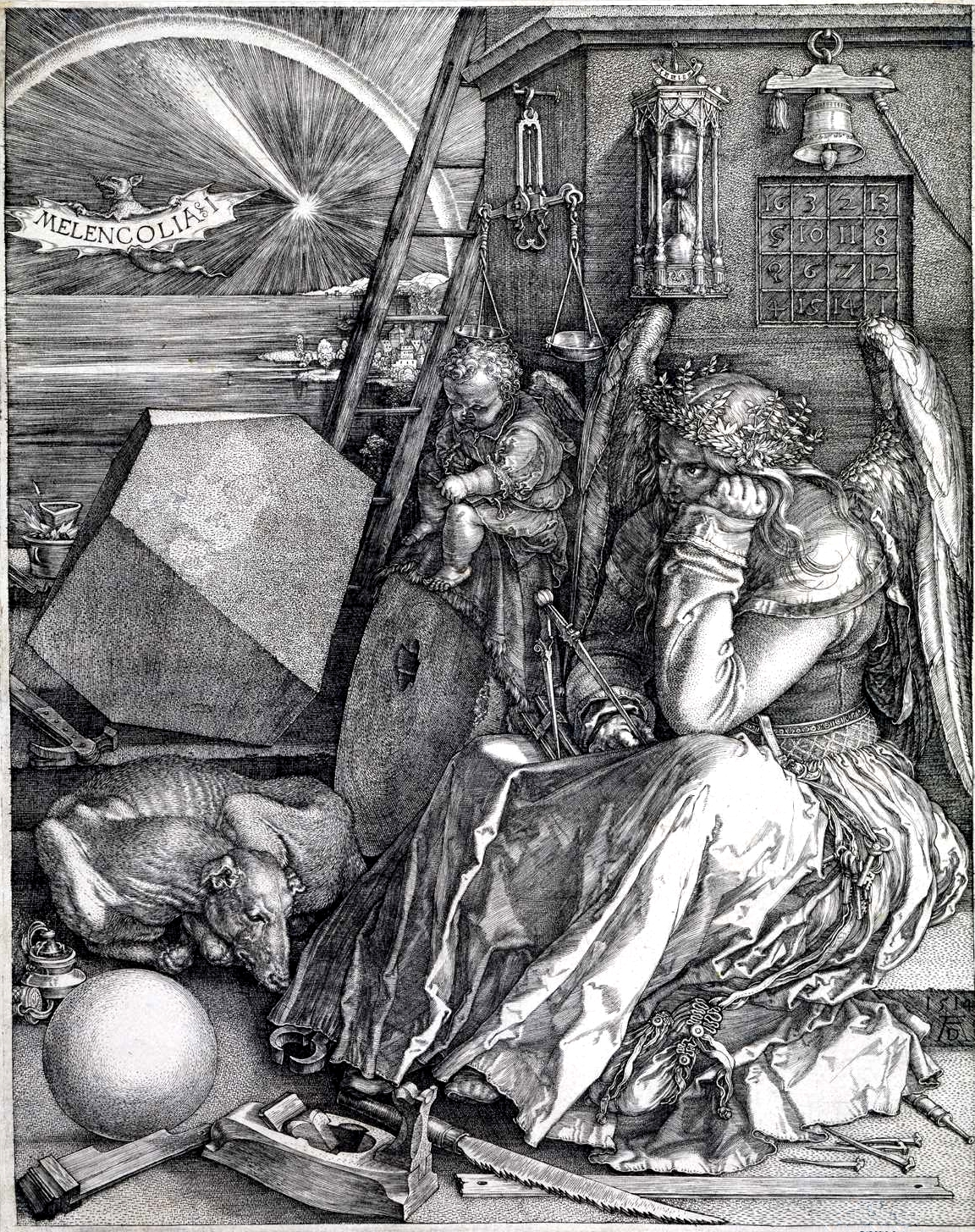
Melencolia I d'Albrecht Dürer, 1514.

Une humeur dépressive est une baisse de moral et une aversion d'activité pouvant affecter le comportement, les émotions et le bien-être physique d'un individu. Elle peut comprendre tristesse, anxiété, sentiment de vide, déception, culpabilité, irritabilité, sentiments d'inutilité ou agitation, et être accompagnée de troubles du sommeil ou de l’alimentation. L'état de dépression doit être diagnostiqué par un professionnel.